# Siliguri
Siliguri (alternativt Shiliguri) är en stad i den indiska delstaten Västbengalen. Den är belägen i den nordligaste delen av delstaten och gränsar i söder till Bangladesh. Folkmängden uppgick till cirka en halv miljon invånare vid folkräkningen 2011, vilket vid tillfället gjorde den till delstatens femte största stad. Siliguri omfattar områden i två av delstatens distrikt, Darjeeling och Jalpaiguri. Storstadsområdet hade cirka 700 000 invånare 2011.